# Fortenova Grupa
Fortenova Grupa er en kroatisk fødevareproducent og detailhandelsvirksomhed med hovedsæde i Zagreb. Selskabet blev etableret i 2019, da Agrokor kom i finansielle vanskeligheder og aktiverne blev overflyttet til det nye selskab.
Virksomheden omfatter bl.a. den kroatiske supermarkedskæde Konzum og den slovenske handelsvirksomhed Mercator. I alt har de 159 datterselskaber.